# Liste gambischer Fußballvereine
In der Liste gambischer Fußballvereine sind Vereine aus dem westafrikanischen Staat Gambia eingetragen, die jemals in der ersten oder zweiten Liga (GFA League First Division und GFA League Second Division) gespielt haben.
| Name                                 | Ort                         | Erste Erwähnung | Letzte Erwähnung | Höchste Liga und Saison |
| ------------------------------------ | --------------------------- | --------------- | ---------------- | ----------------------- |
| Adonis Football Club                 | Banjul                      | 1966            | 1976             | 1. Division (1975)      |
| Armed Forces Football Club           | Banjul                      | 1994            | 2007             | 1. Division (2007)      |
| Atomic Football Club                 | -                           | 1954            | 1955             | 1. Division (1955)      |
| Augustians Bathurst                  | Banjul                      | 1940            | 1999             | 1. Division (1995)      |
| Bakau United Football Club           | Bakau                       | 1996            | 2007             | 1. Division (2007)      |
| Benfica Football Club                | -                           | 1974            | 1976             | 1. Division (1975)      |
| Black Diamonds                       | -                           |                 |                  |                         |
| Black Stars Football Club            | -                           | 1967            | 1968             | 1. Division (1968)      |
| Blackpool Serekunda                  | Serekunda Ost               | 1959            | 2003             | 2. Division (2003)      |
| Blue Diamonds Kondorong              | -                           | 1979            | 1985             | 2. Division (1985)      |
| Brikama United                       | Brikama                     | 1999            | 2010             | 1. Division (2010)      |
| British Council                      | Bathurst                    | 1959            | 1960             | 2. Division (1960)      |
| Cape Football Club                   | Bakau                       | 1959            | 1960             | 2. Division (1960)      |
| Casuals Football Club                | -                           | 1955            | 1956             | 2. Division (1956)      |
| Charen Football Club                 | -                           | 1984            | 1985             | 2. Division (1985)      |
| Columbus Travel Agency               | -                           | 1984            | 1985             | 2. Division (1985)      |
| Comets Football Club                 | -                           | 1959            | 1960             | 2. Division (1960)      |
| Dabanani Football Club               | -                           | 1994            | 1995             | 2. Division (1995)      |
| Dagudan Football Club                | -                           | 1984            | 1985             | 2. Division (1985)      |
| Dingareh                             | -                           | 1979            | 1980             | 2. Division (1980)      |
| Eben                                 | -                           | 1974            | 1976             | 1. Division (1975)      |
| Fankata                              | -                           | 1994            | 1995             | 2. Division (1995)      |
| Farimang                             | -                           | 1979            | 1980             | 2. Division (1980)      |
| Field Force Football Club            | -                           | 1955            | 1956             | 2. Division (1956)      |
| Flamemins Football Club              | Serekunda-Kanifing Süd      | 1991            | 2006             | 1. Division (2003)      |
| Foyer Football Club                  | -                           | 1959            | 1960             | 1. Division (1960)      |
| Freezens Football Club               | -                           | 1967            | 1968             | 1. Division (1968)      |
| Future Group                         | -                           | 2000            | 2002             | 2. Division (2002)      |
| Gambia Ports Authority Football Club | Banjul                      | 1973            | 2007             | 1. Division (2007)      |
| Gambia Regiment                      | Bathurst                    | 1940            | 1960             | 1. Division (1959)      |
| Gambia United                        | Bathurst                    | 1940            | 1952             | 1. Division (1940)      |
| GAMTEL Football Club                 | Banjul                      | 1998            | 2007             | 1. Division (2007)      |
| Ham Ham                              | Serekunda West              | 2003            | 2006             | 2. Division (2006)      |
| Hammers Football Club                | -                           | 1984            | 1985             | 2. Division (1985)      |
| Banjul Hawks Football Club           | Banjul                      | 1974            | 2007             | 1. Division (2007)      |
| Interior Football Club               | Serekunda West              | 2001            | 2006             | 1. Division (2006)      |
| Jambajelly Football Club             | -                           | 2005            | 2006             | 2. Division (2006)      |
| Justice                              | Brikama                     | 1994            | 2000             | 2. Division (2000)      |
| Kaira Silo                           | Serekunda-Jeshwang          | 1994            | 2006             | 1. Division (2005)      |
| Kanifing Municipality United         | Serekunda-Kanifing          | 2000            | 2003             | 2. Division (2002)      |
| Kunda Football Club                  | -                           | 1971            | 1985             | 1. Division (1984)      |
| Jupiters Football Club               | Lamin                       | 2004            | 2005             | 2. Division (2005)      |
| Latdior Football Club                | Bakau                       | 1994            | 2005             | 1. Division (2002)      |
| Linguere Football Club               | -                           | 1984            | 1995             | 2. Division (1995)      |
| Mandela Football Club                | -                           | 1984            | 1985             | 2. Division (1985)      |
| Mansa Musa Football Club             | -                           | 1967            | 1968             | 1. Division (1968)      |
| Mass Sosseh                          | Banjul                      | 1984            | 1999             | 1. Division (1999)      |
| Medical Football Club                | -                           | 1959            | 1960             | 1. Division (1959)      |
| Medical XI                           | Bathurst                    | 1940            | 1940             | 1. Division (1940)      |
| Ndanaan Football Club                | -                           | 1984            | 1985             | 2. Division (1985)      |
| Ndemban Football Club                | -                           | 1978            | 1980             | 2. Division (1980)      |
| Ndukuman Football Club               | -                           | 1984            | 1985             | 2. Division (1985)      |
| Nema Young United Football Club      | West Coast Region           | 1999            | 2004             | 2. Division (2004)      |
| NPE                                  | Sukuta                      | 1997            | 2002             | 1. Division (2002)      |
| Old Jeshwang                         | Serekunda-Old Jeshwang      | 1998            | 2001             | 2. Division (2001)      |
| Police Football Club                 | Banjul                      | 1940            | 1985             | 1. Division (1976)      |
| Police B Football Club               | -                           | 1955            | 1956             | 2. Division (1956)      |
| Quantum United                       | Serekunda-Talinding Kunjang | 2002            | 2006             | 2. Division (2006)      |
| Rainbow Football Club                | Bathurst                    | 1940            | 1940             | 1. Division (1940)      |
| Real de Banjul Football Club         | Banjul                      | 1966            | 2007             | 1. Division (2007)      |
| Rising Stars                         | Serekunda-Latri Kunda       | 1999            | 2003             | 2. Division (2003)      |
| Roots                                | -                           | 1988            | 1989             | 1. Division (1989)      |
| Samger Football Club                 | Serekunda-Kanifing          | 2004            | 2006             | 1. Division (2006)      |
| Sait Matty Football Club             | Bakau                       | 1994            | 2007             | 1. Division (2007)      |
| Sea View Football Club               | Bakau-Fajara                | 2005            | 2007             | 1. Division (2007)      |
| Serekunda Football Club              | Serekunda                   | 1959            | 1960             | 2. Division (1960)      |
| Serekunda Central                    | -                           | 2003            | 2004             | 2. Division (2004)      |
| Serekunda United                     | Serekunda                   | 1999            | 2001             | 2. Division (2001)      |
| Sky Power                            | Brikama                     | 1998            | 1999             | 2. Division (1999)      |
| Starlight Gunners                    | Banjul                      | 1967            | 2006             | 1. Division (2005)      |
| Starling Football Club               | -                           | 1955            | 1960             | 1. Division (1960)      |
| Steve Biko Football Club             | Bakau                       | 1978            | 2007             | 1. Division (2007)      |
| Sukuta Tigers                        | Sukuta                      | 1994            | 1995             | 2. Division (1995)      |
| Swallows                             | -                           | 1978            | 1985             | 2. Division (1985)      |
| 10GT/LOGT                            | -                           | 1978            | 1980             | 2. Division (1980)      |
| Tesito                               | -                           | 1978            | 1979             | 2. Division (1979)      |
| UAC                                  | Bathurst                    | 1940            | 1940             | 1. Division (1940)      |
| Wallidan Football Club               | Banjul                      | 1967            | 2007             | 1. Division (2007)      |
| Bathurst Wanderers Football Club     | Bathurst                    | 1955            | 1956             | 2. Division (1956)      |
| Waterside Football Club              | -                           | 1984            | 1992             | 2. Division (1992)      |
| White Phantoms                       | -                           | 1969            | 1980             | 1. Division (1975)      |
| Bathurst Wonders Football Club       | Bathurst                    | 1959            | 1960             | 2. Division (1960)      |
| Young Africans FC                    | Banjul                      | 1978            | 2006             | 1. Division (1989)      |
| Young Lion                           | -                           | 1967            | 1968             | 1. Division (1968)      |